# بخش پلیموث (شهرستان ریچلند، اوهایو)
بخش پلیموث (به انگلیسی: Plymouth Township) یک منطقهٔ مسکونی در ایالات متحده آمریکا است که در شهرستان ریچلند، اوهایو واقع شده‌است.
 بخش پلیموث ۶۷٫۱ کیلومتر مربع مساحت و ۲٬۱۶۲ نفر جمعیت دارد و ۳۰۸ متر بالاتر از سطح دریا واقع شده‌است.